# نوونیکولایفکا (شهرستان میاکینسکی، باشقیرستان)
نوونیکولایفکا (انگلیسی: Novonikolayevka, Miyakinsky District, Republic of Bashkortostan) یک شهرک در شهرستان میاکینسکی استان باشقیرستان کشور روسیه است.